# Stubo (Valjevo)
Stubo (en serbe cyrillique : Стубо) est un village de Serbie situé sur le territoire de la Ville de Valjevo, district de Kolubara. Au recensement de 2011, il comptait 170 habitants.

## Démographie
| 1948 | 1953 | 1961 | 1971 | 1981 | 1991 | 2002 | 2011 |
| ---- | ---- | ---- | ---- | ---- | ---- | ---- | ---- |
| 725  | 683  | 635  | 575  | 440  | 358  | 282  | 170  |

|  |

## Galerie

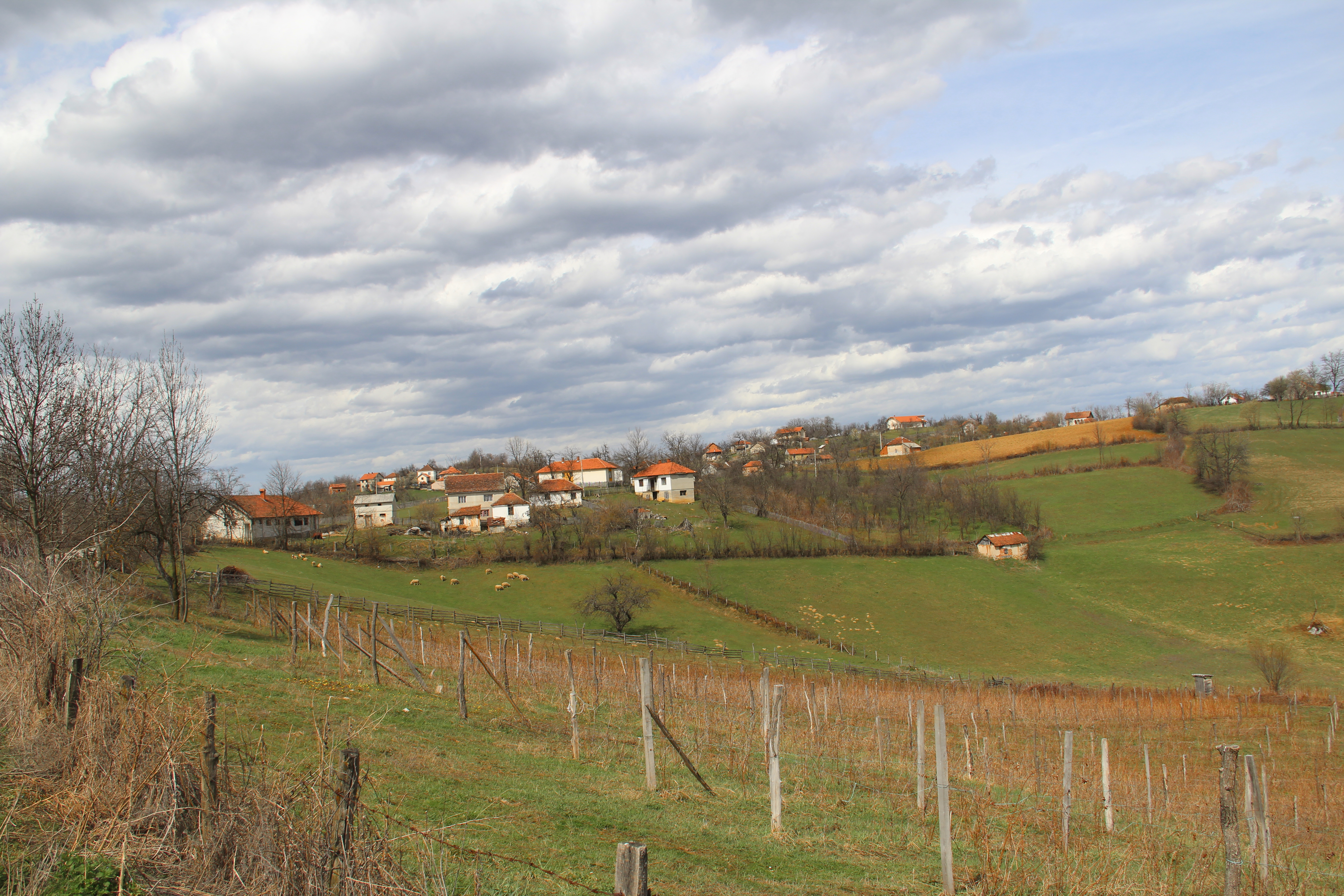
Stubo - Panorama
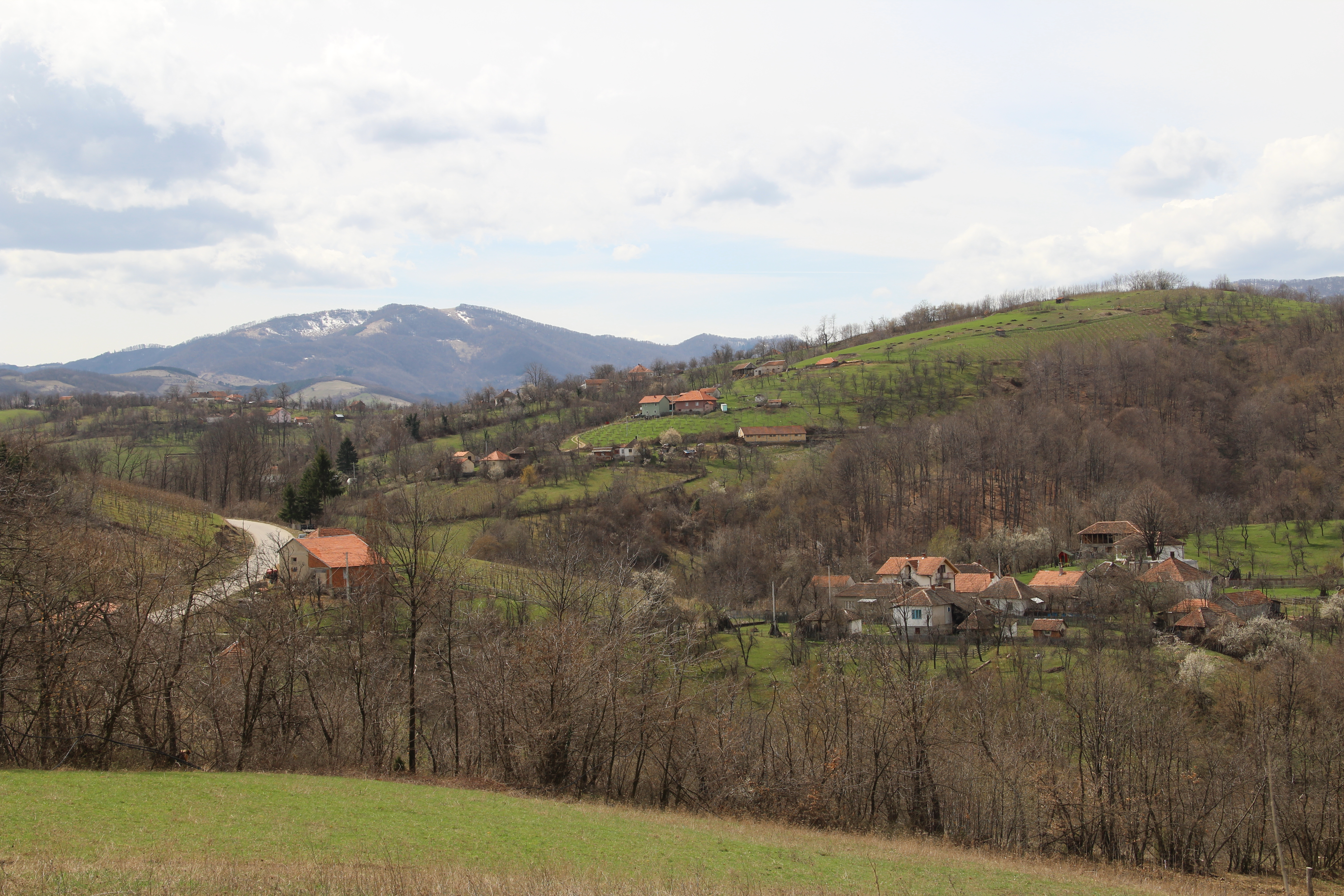
Stubo - Panorama
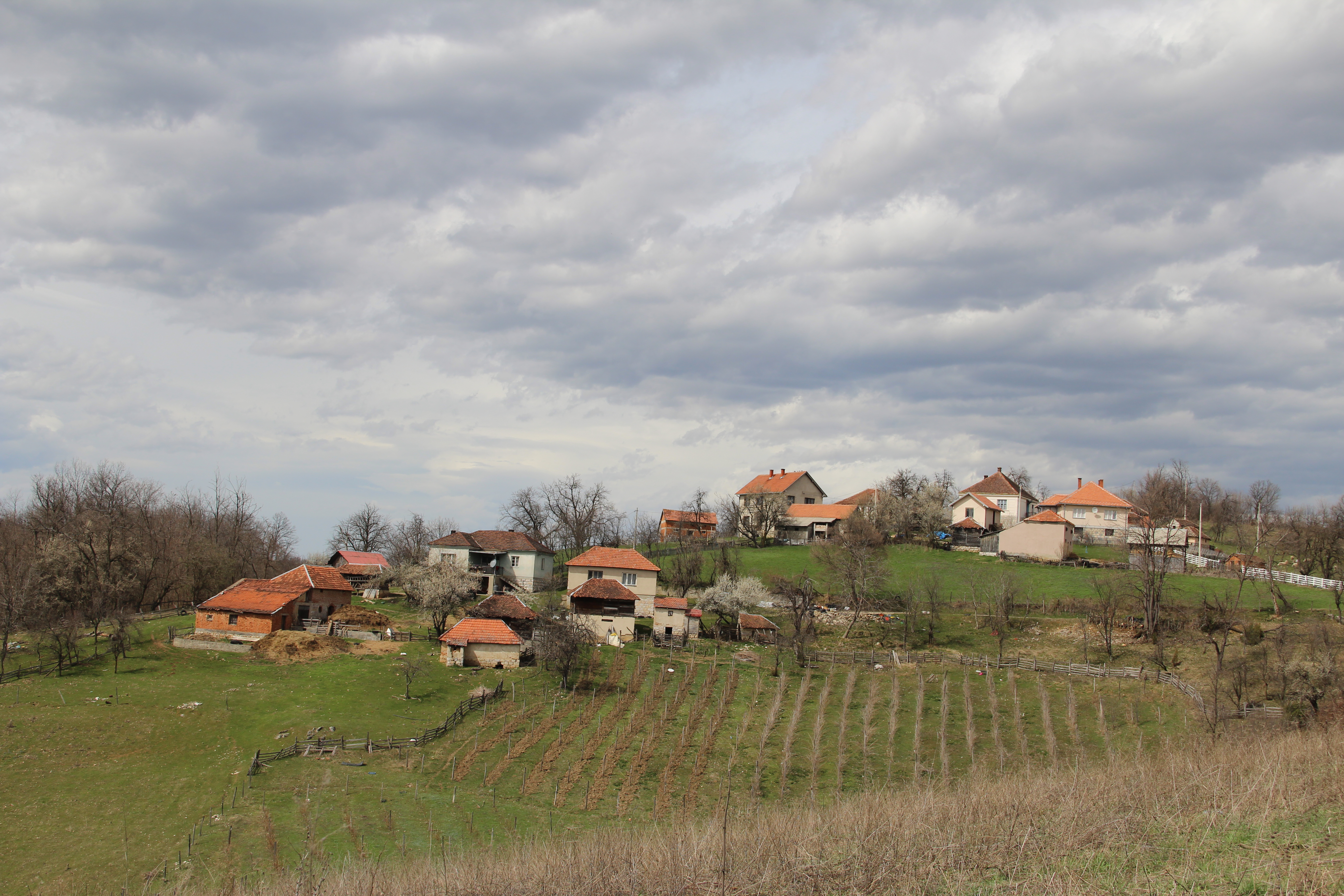
Stubo - Panorama
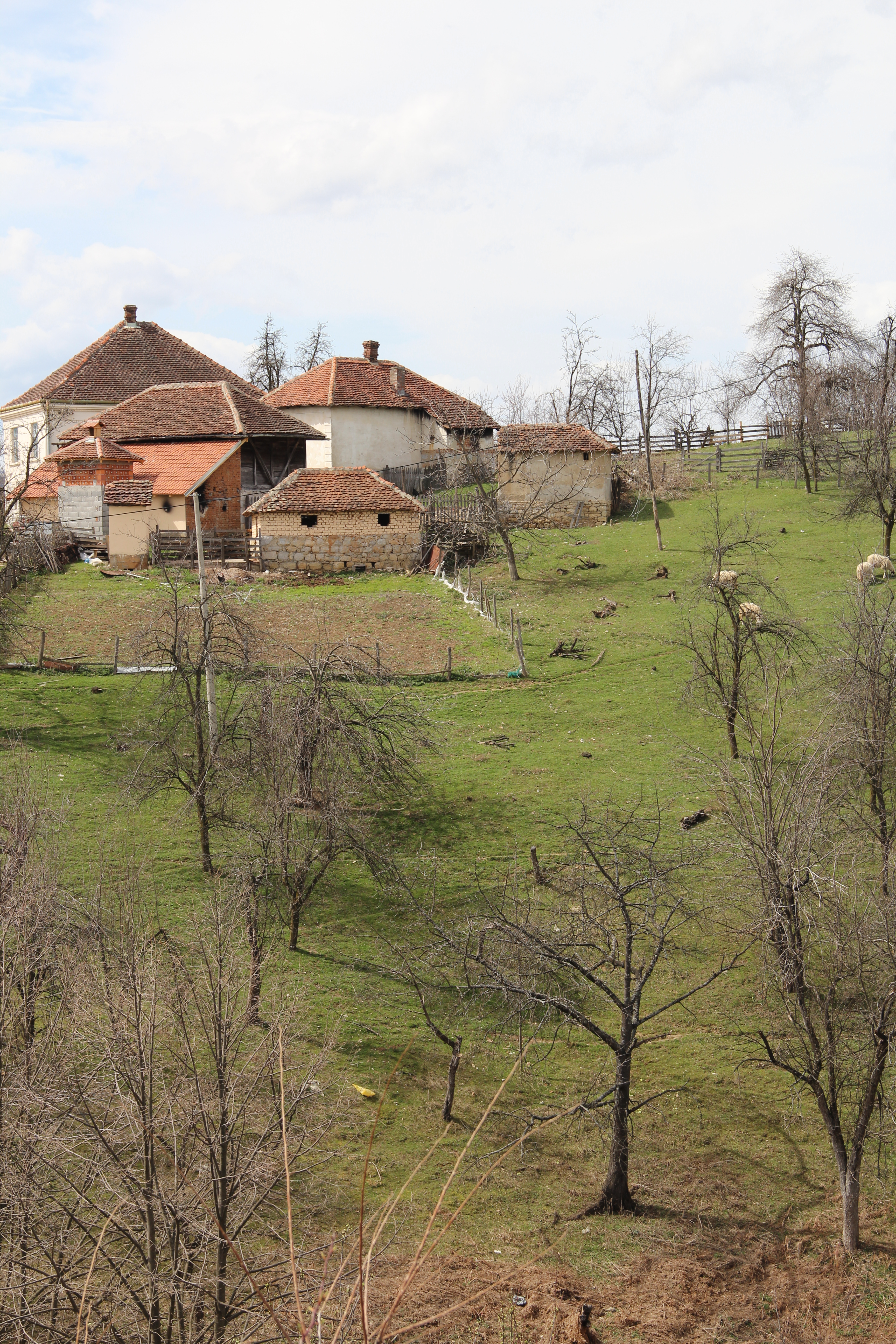
Stubo - Panorama
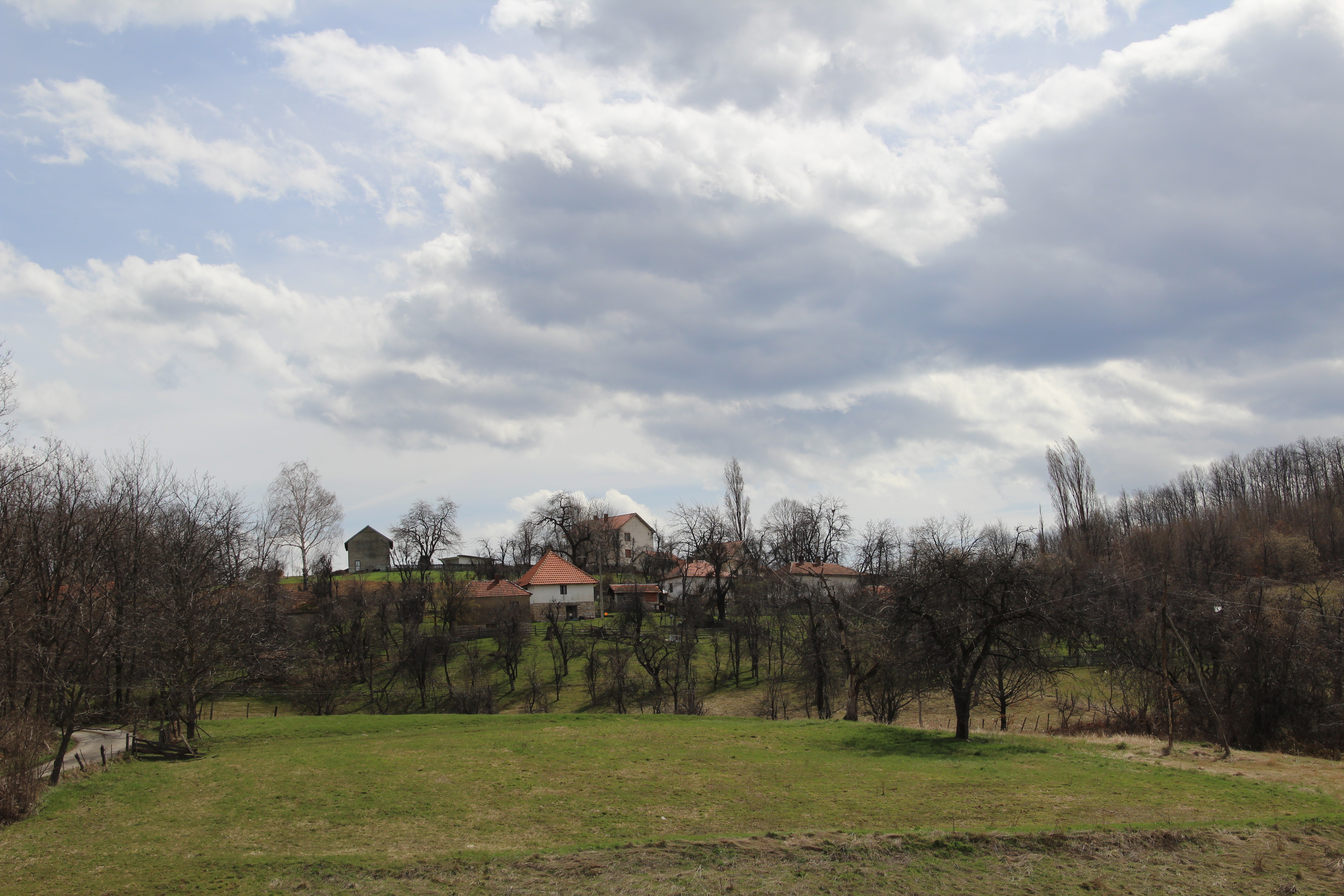
Stubo - Panorama
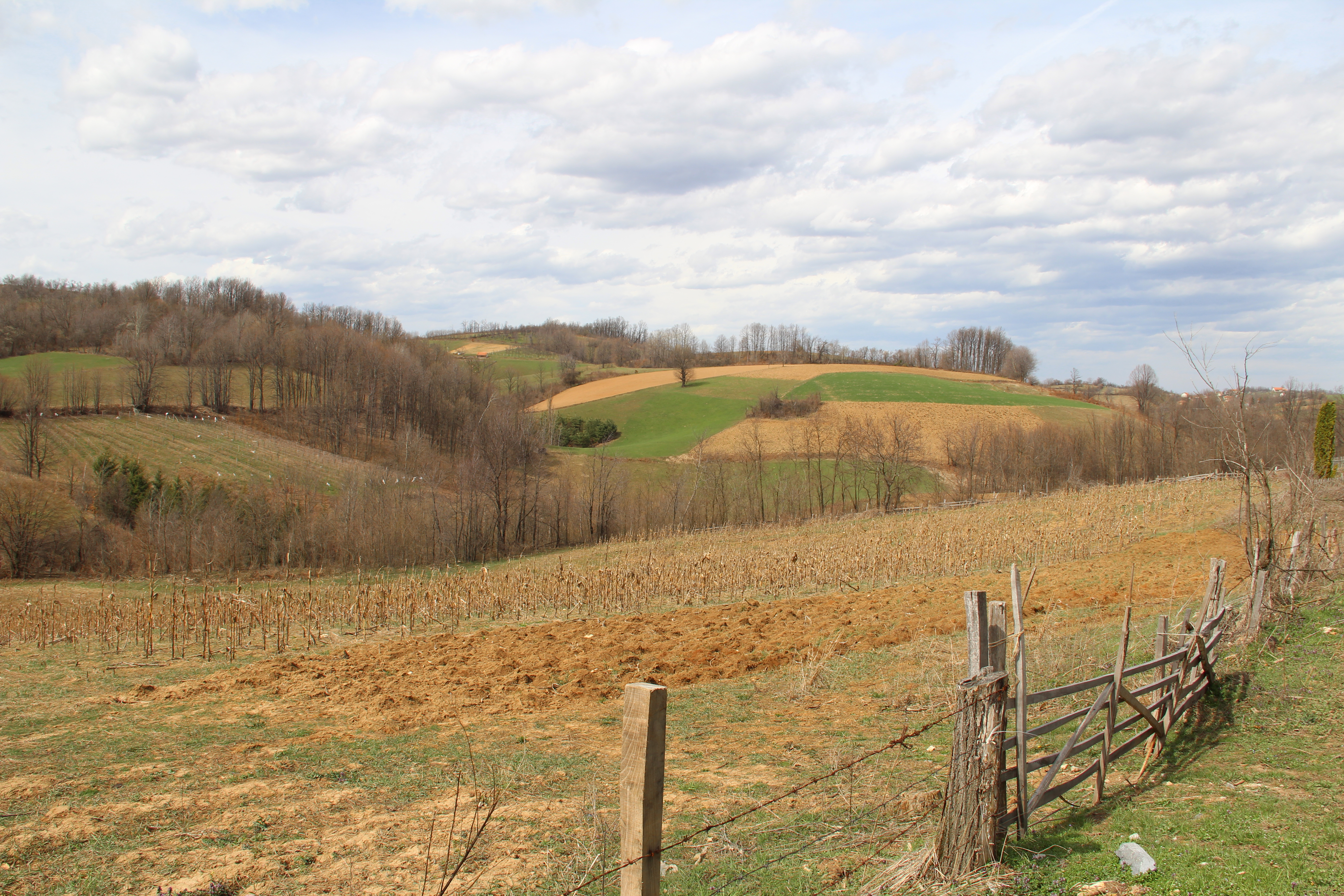
Stubo - Panorama